# Apollo Creed
Apollo Creed (22 de febrero de 1943-31 de agosto de 1985) fue un boxeador ficticio en la saga cinematográfica Rocky, interpretado por el actor Carl Weathers.
El personaje, creado por Sylvester Stallone para el filme, se desarrolla desde la primera entrega de la saga Rocky (1976), como campeón del mundo de los pesos pesados, hasta que muere a manos del boxeador Iván Drago en la cuarta entrega Rocky IV (1985), durante un combate de exhibición. 
Se trata de un boxeador dominado por sus sentimientos y pasiones, que demuestra a lo largo de sus apariciones, tiene una gran autoestima, pero en ocasiones, esta se vuelve orgullo, y le llevan a la perdición. Pero sobre todo, es un personaje bastante carismático, capaz de convencer a cualquiera, y debido a ello explota su imagen pública a través de su carisma.
Apollo muestra la figura de un hombre confiado de sí mismo, seguro de todo y, en ocasiones, creído, lo que ocasionará su prematura muerte, enfrentándose a un púgil de mayor fortaleza física que él (Drago) sin apenas entrenamiento.

## Historia

### EnRocky
Apollo, por aquel entonces campeón de los pesos pesados, se debería enfrentar el 1 de enero de 1976 con Mac Lee Green, pero este se lesiona la mano y no podrá pelear. Apollo busca un nuevo rival y entonces es cuando hace publicidad diciendo que le dará una oportunidad al cualquier boxeador por el título. Al ver unas agendas de los boxeadores de Filadelfia encuentra a Rocky, eligiéndolo como rival, atraído por su apodo "El Potro Italiano" (Semental para Latinoamérica). Según Apollo, América fue descubierta por un italiano (concretamente, por Cristóbal Colón) por lo que al ser Estados Unidos la tierra de las oportunidades, Rocky merecería la oportunidad de optar al título. Pese a un rechazo inicial, Rocky acepta el combate, en el que Apollo, contra pronóstico, no consigue noquearle, resultando únicamente vencedor a los puntos.

### EnRocky II
Apollo había retenido el título de los pesados, pero el vencedor moral y popular del combate había sido Rocky. Apollo recibía continuas críticas por no haber conseguido tumbar fácilmente al "a priori" débil púgil, por lo que reta de nuevo a Balboa por el título, a pesar de romper su promesa de no concederle revancha. Rocky, agobiado por su situación económica, acepta. El combate se desarrolla de una manera muy parecida al combate anterior, pero Balboa ha mejorado notablemente su derecha y su técnica en el ring, mientras que Apollo ya no subestima a su contrincante. En el último y decisivo asalto, con Apollo como virtual vencedor a los puntos, Balboa le propina un puñetazo con su izquierda con el que acaban los dos en el suelo, por lo que si no se levanta ninguno de los dos, el combate acabaría en nulo. Finalmente, Rocky conseguiría levantarse antes de que acabara la cuenta atrás, alzándose como nuevo campeón de los pesos pesados, diciendo a Apollo que era el mejor.

### EnRocky III
Tras su pelea con Rocky, Apollo decide retirarse del boxeo. Es en esta época cuando la popularidad de Rocky comienza a ascender como la espuma, pero al mismo tiempo y al cabo de tres años, un nuevo aspirante al cinturón de peso completo comienza a hacer su aparición, siendo este, Clubber Lang el cual consigue hacer que Rocky acepte una pelea con él tras provocar al campeón al dirigirse a su esposa en modo atrevido. 
Apollo, en una aparición meramente testimonial, saluda a los contrincantes (Clubber Lang y al campeón Rocky Balboa) previamente al combate que supondría la derrota de Rocky. Durante ese saludo, Clubber Lang le dedica palabras poco amables a Creed, lo que supondrá un acicate para que, tras la derrota de Balboa y el fallecimiento de Mickey, su entrenador, se convierta en el nuevo entrenador de Balboa. Apollo cambiará los métodos de entrenamiento de Rocky, trasladándose a los suburbios de Los Ángeles, dónde Apollo comenzó su prometedora carrera como boxeador. Apollo creía firmamente que la victoria de Rocky sobre Clubber Lang debía cimentarse sobre dos pilares: por un lado, sobre su juego de piernas, por lo que machacó a Rocky en entrenamientos de velocidad, resistencia, fuerza, etc. y, por otro lado, en el aspecto mental, Creed creía que Rocky debía recuperar "la mirada del tigre", las ganas de ganar. En el combate, Rocky acaba noqueando a Clubber Lang tras optar por cansarle a lo largo de los asaltos que dura este y, en contraprestación, Apollo le pide un único favor: un combate en un gimnasio a puerta cerrada entre él y Balboa para dirimir quién era realmente el mejor.

### EnRocky IV
Retirado Apollo, la Unión Soviética llega a América con su novato Iván Drago ofreciendo un combate de exhibición a Rocky Balboa, quien se encontraba en reposo con su familia, pero aún como campeón mundial de peso completo. Rocky no hace caso, pero Apollo se emociona pensando que al derrotar al ruso volverá al estrellato así que decide pelear con él en vez de Rocky, por lo que decide desafiarlo y, en una conferencia de prensa, se suelta la hostilidad entre Apollo y Drago, debido a las provocaciones del ex campeón. El lugar indicado, sería en Las Vegas en el MGM grand Hotel el 31 de agosto de 1985.
Apollo entra en escena con una entrada majestuosa y una canción interpretada por James Brown. Creed se mueve con agilidad pero comienza a notarse que estuvo fuera del ring casi cinco años. Además, su rival Iván Drago es físicamente muy superior, por lo que el primer asalto se salda con una paliza monumental para Apollo. En la esquina, Rocky le dice a Apollo que va a tirar la toalla, pero Apollo le prohíbe hacerlo, a pesar de las súplicas desesperadas del entrenador de Apollo. En el segundo asalto, Drago termina con su vida al darle un brutal puñetazo en la sien que lo noquea mortalmente. Apollo muere en el ring en medio de convulsiones, ante la impotencia de sus compañeros, la incredulidad de la prensa y los comentaristas y la mirada horrorizada de su esposa. Drago termina con un comentario frío y despectivo sobre él luego de su victoria, diciendo "Si se muere, se muere."

### EnRocky VyCreed

#### Rocky V
En Rocky V solo se le hace referencia ya que en Rocky V   Tommy "The Machine" Gunn  utiliza los calzones de Apollo Creed el excampeón de los pesos pesados.

#### Creed
En el spin-off de la saga Rocky, (Creed) tiene un hijo que nunca logró conocer antes de su estrepitosa muerte en Rocky IV, Adonis Johnson Creed, decide seguir los pasos de su padre, y convertirse en boxeador, y su entrenador es quien fuera su rival y amigo, Rocky Balboa.

## Vida personal
Apollo tiene un hijo y una hija que hacen una breve aparición en Rocky II cuando lee las críticas a Marian, posteriormente en Rocky II se hace mención de ellos cuando Apollo le dice a Rocky que, cuando lo venció, no quería saber nada de sus hijos. Luego en Creed, solo se reconoce a Adonis como su único hijo biológico de un romance extramatrimonial.

## Estilo de pelea
Es conocido como uno de los mejores luchadores del mundo y posee una combinación de gran velocidad y fuerza. Su poderoso jab y su énfasis en la agilidad complementan su llamativa personalidad y vestimenta. Creed se concentra en un jab de largo alcance para desgastar lentamente a sus oponentes. Hace un buen uso de golpes largos en lugar de fuertes ganchos o ganchos, y se mueve constantemente, tratando de recibir el menor daño posible mientras confunde a su oponente. En términos de debilidades, su único inconveniente importante parece ser su profundo sentido de orgullo y su gran confianza en sí mismo.
- Datos: Q2607675